# 圣艾智德堂 (弗罗茨瓦夫)

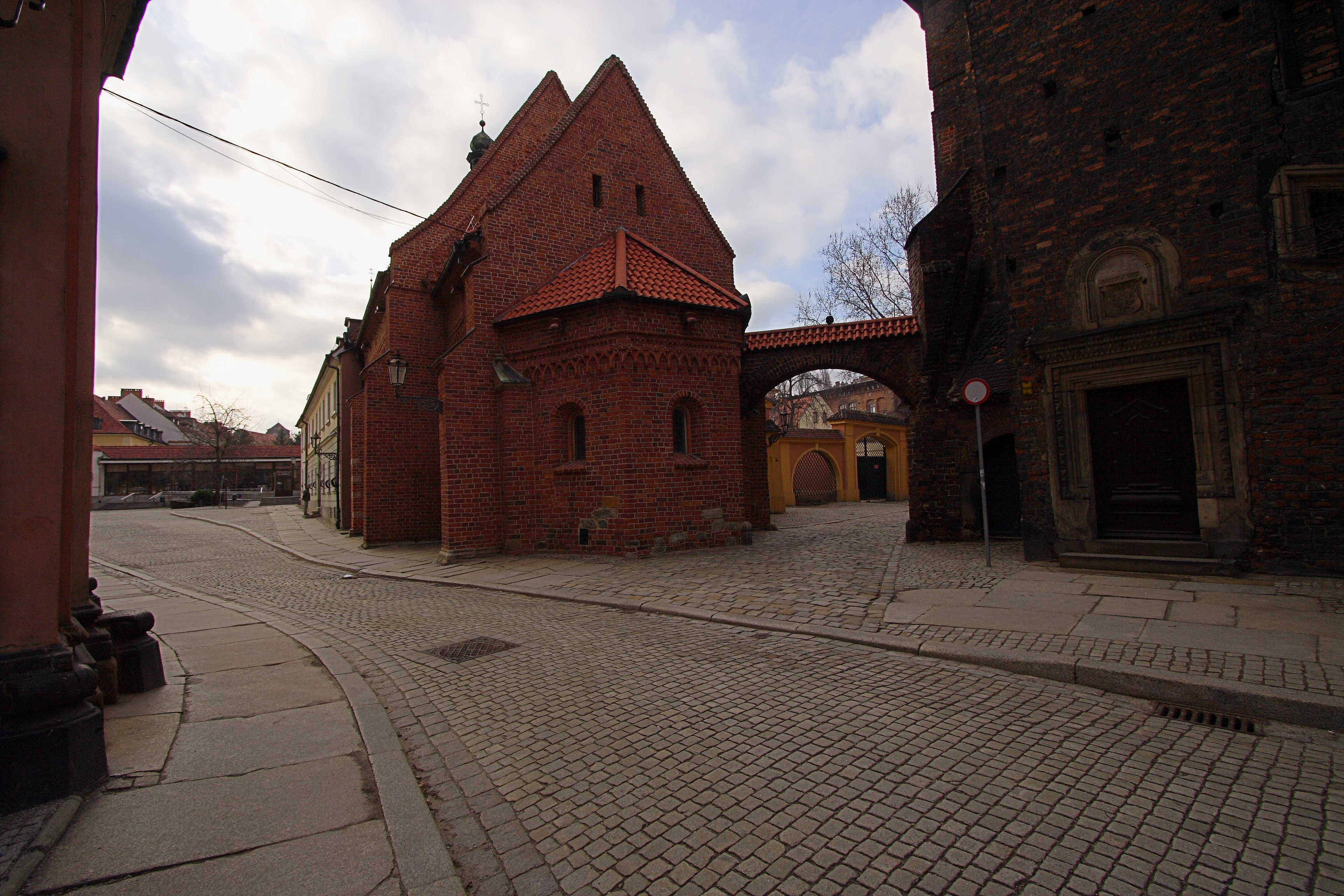

圣艾智德堂（波兰语：Kościół św. Idziego we Wrocławiu）是一座罗马天主教教堂，供奉圣艾智德，罗曼式砖砌建筑。它位于弗罗茨瓦夫座堂岛的主教座堂广场（plac Katedralny），建于13世纪上半叶，是弗罗茨瓦夫现存最古老的建筑，同时也是该市最古老的活跃教堂。
该堂属于圣若翰洗者堂区，北面毗邻圣若翰洗者主教座堂。1947年、1961年列为保护古迹。

## 历史
该堂可能建于1220年至1240年之间，肯定存在于1241年之前。教堂基座石头轮廓的风格特征表明了其建筑的起源。在施工过程中，风格发生了变化，建造了一个三边形的后殿，而不是半圆形后殿。它的两个门，一个保留了罗曼式风格，另一个则已经是文艺复兴建筑风格。在二战之后，巴洛克时代引入的大部分变化，都通过石膏和外观改建去除，只留下了小塔。
毗邻该堂的房屋是弗罗茨瓦夫总教区博物馆（Muzeum Archidiecezjalne we Wrocławiu），展示珍贵的宗教艺术品，以及亨利科夫之书（Księga henrykowska）、古埃及木乃伊（前325年）和和3世纪的石头浮雕（来自叙利亚大马士革附近）。

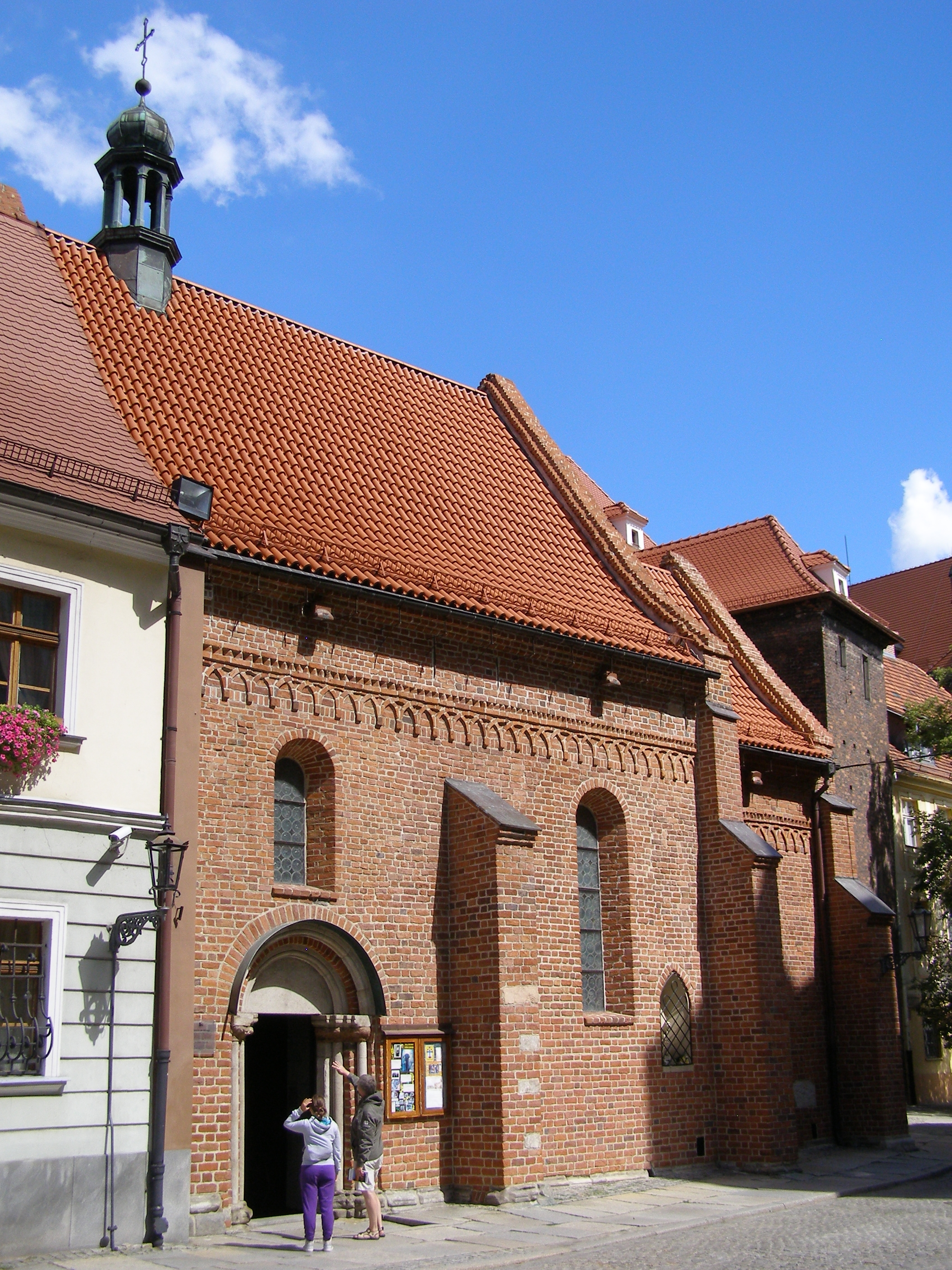
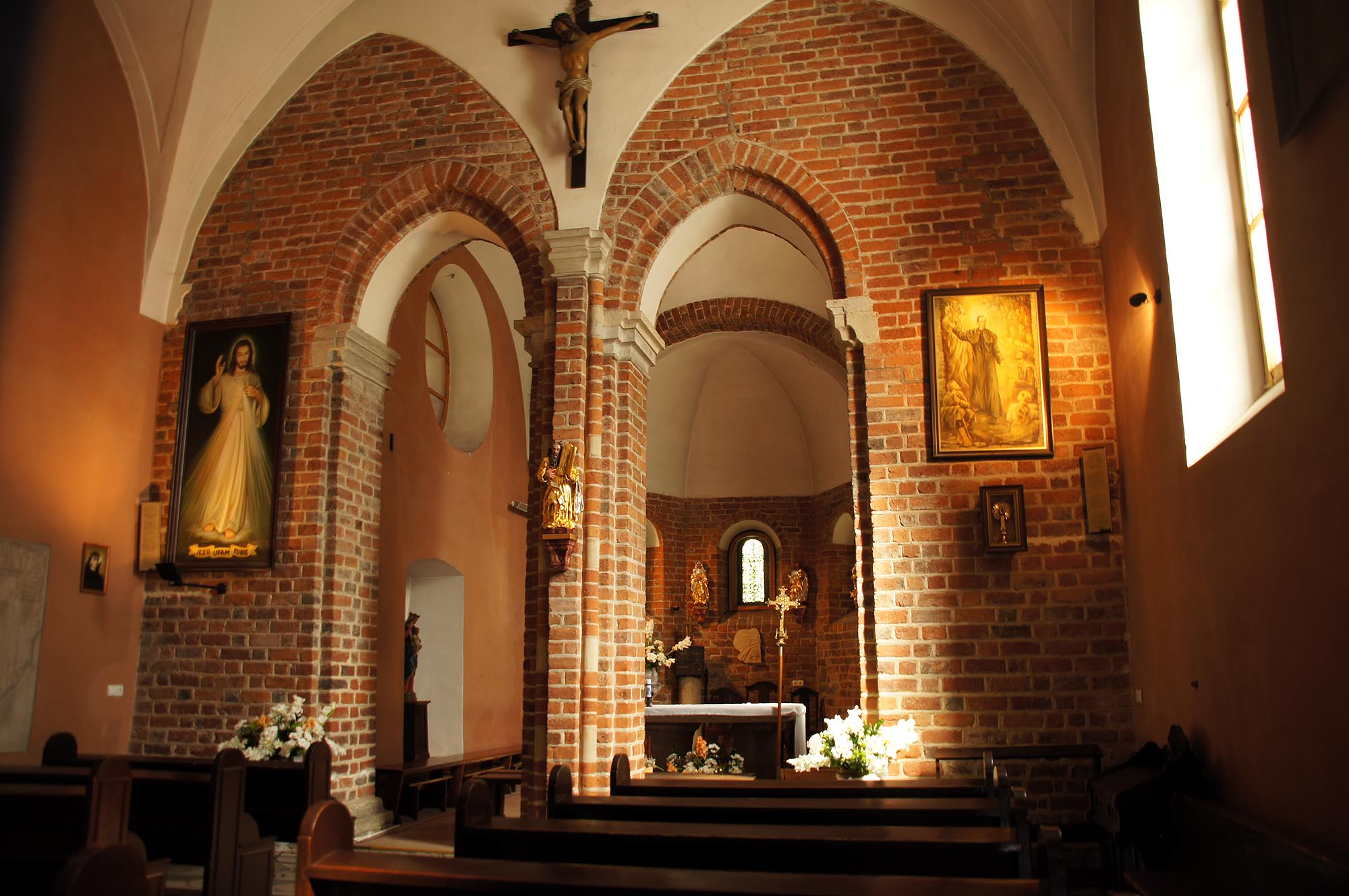
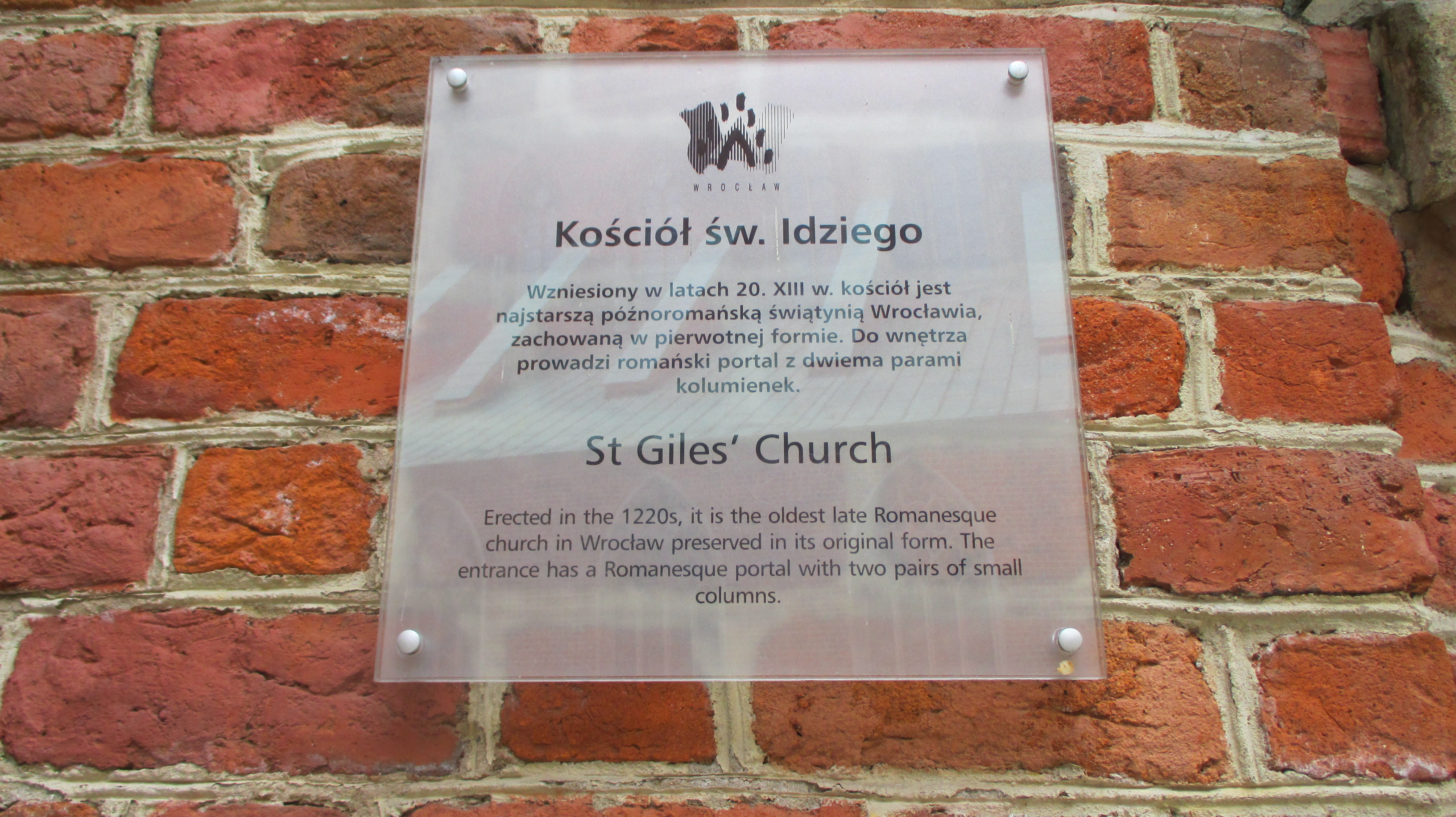
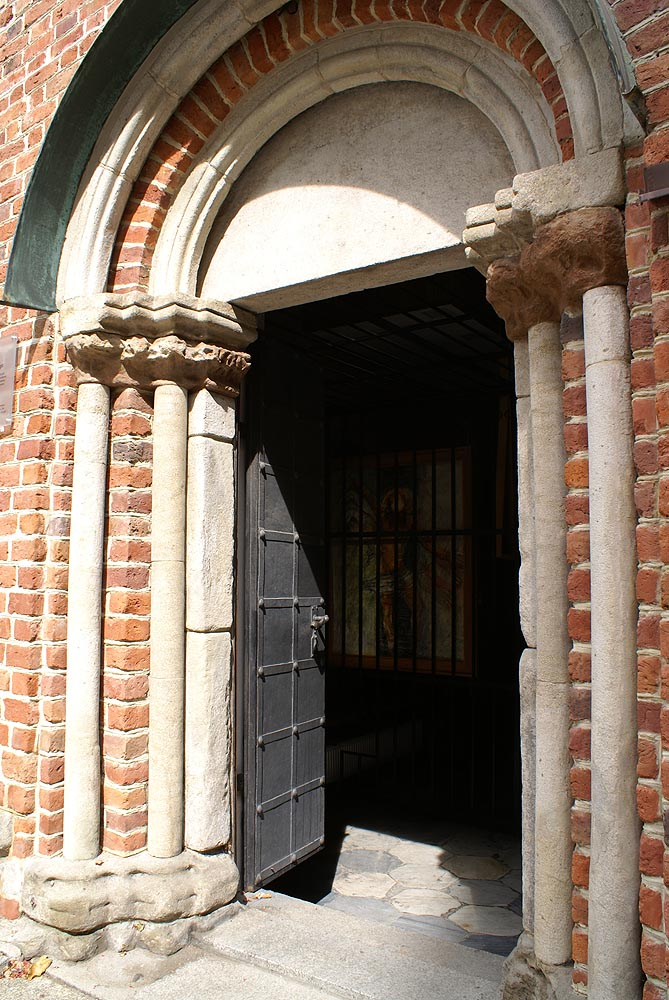
门
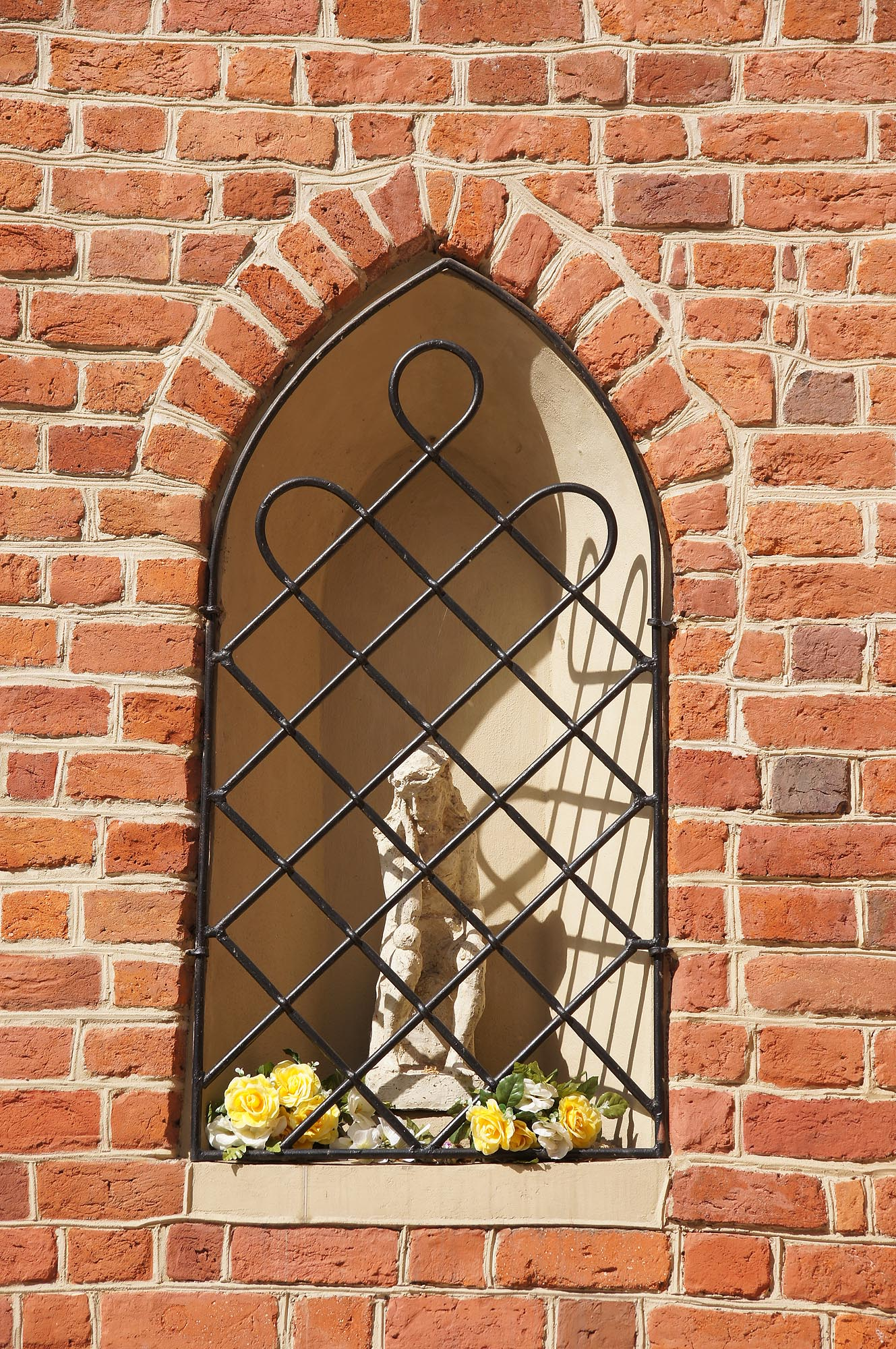
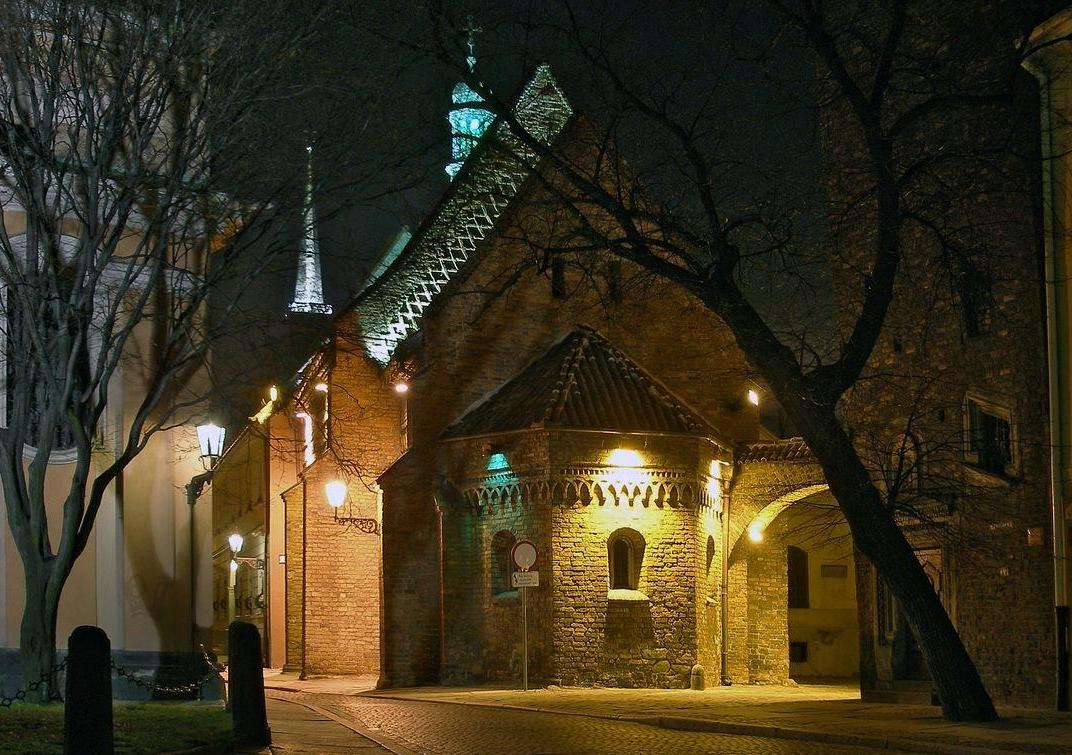